# Mutant X
Mutant X é uma série de televisão live-action de ficção científica norte-americana inaugurada em outubro de 2001. Criada pela Marvel Studios e licenciada pela Marvel Comics, centra-se na equipe Mutant X, uma equipa de mutantes que possuem poderes extraordinários resultantes de experiências genéticas. Os membros dessa equipa foram usados como cobaias em testes numa série de experiência governamentais. A missão da Mutant X é procurar e proteger outros novos mutantes. A série foi filmada em Toronto, Ontario, Canadá.
Apesar da série ter tido altas audiências e ser renovada para uma quarta temporada, foi rapidamente cancelada em 2004.

## Personagens
Adam Kane (John Shea) É o líder da Mutant X e o que trata das missões. O principal bioquímico das experiências científicas que levaram à criação dos novos mutantes, Kane criou a Mutant X para atenuar os seus erros. O grupo procura por novos mutantes e ajuda-os a controlar os seus poderes. Tendo os Novos Mutantes à sua responsabilidade, Kane procura por tratamentos para as suas variadas condições. Para este fim, ele roubou a base de dados do Criador graças à qual pode encontrar outros Novos Mutantes. No final da série, descobre-se que afinal Adam é um clone do Criador.
Shalimar Fox (Victoria Pratt) é uma combinação de ADN humano e animal– uma Ferina felina– que lhe dá grande força, velocidade, agilidade, bons reflexos, olhos felinos que vêem no escuro, e sentidos bem apurados. Foi encontrada por Adam num motel rasca, esfomeada e assustada. Depois da mutação completa na segunda temporada, ela conseguirá sentir o perigo sem o ver como se tivesse olhos na parte de trás da cabeça. Como todos os ferinos felinos, Shalimar é extremamente territorial e tem um medo de morte do fogo e é imune a todas as formas de hipnose.
Jesse Kilmartin (Forbes March) pode alterar a densidade do seu corpo. Kilmartin é o único mutante que ultrapassou o seu "prazo de validade", ou seja, a data em que perderia os seus poderes. Como mutante molecular, ele pode tornar-se inatingível e manipular a gravidade, tornando todos os objectos em que toca inatingíveis, assim como ele.
Brennan Mulwray (Victor Webster) é um mutante Elementar Eléctrico com a habilidade de gerar uma grande quantidade de energia eléctrica do seu corpo capaz de destruir uma pequena cidade. Pode também disparar raios de electricidade das suas mãos que, se disparadas para o chão, o conseguem fazer voar. A sua fraqueza primária é a água. Antes de Adam o encontrar ele era um ladrão. Mason Eckhart capturou-o e usou-o para caçar outros mutantes. Contudo, Mulwray escapou e decidiu juntar-se à Mutant X juntamente com Emma DeLauro.
Emma DeLauro (Lauren Lee Smith) é uma Telepata que pode comunicar os seus sentimentos e emoções assim como ler os sentimentos e emoções dos outros. As suas habilidades permitem-lhe manipular os sentimentos das pessoas que a rodeiam. Ela vê por tempo limitado o futuro, demonstrado no episódio 3 da segunda temporada e pode também introduzir alucinações nas mentes de outros enviando-lhes para o cérebro novas emoções. Durante o seu tempo na equipa, Emma desenvolve a sua Psionic Blast que ela usa como arma de ataque para deixar os seus inimigos inconscientes, alterar e apagar memórias e matá-los com o impacto. Os seus poderes crescem à medida que a temporada 2 se desenvolve, permitindo-lhe controlar emoções a distâncias maiores, só que ela não pode isolar alvos durante esta acto. Antes de Adam Kane a encontrar, DeLauro vendia roupas, usando o seu poder de controlar emoções, para ter sucesso. Inicialmente em dúvida quanto a tornar-se membro da Mutant X, acabou por fazê-lo devido ao sentimento carinhoso que mantinha com Brennan. Emma morre numa explosão na Naxcon Corporation Industries (empresa do pai de Shalimar).
Lexa Pierce (Karen Cliche) foi o primeiro membro original da Mutant X. Como Molecular Cromática, ela pode usar a luz para tornar-se a si e a quem toca, invisível. Pode também disparar raios de luz dos dedos para matar ou deixar inconscientes os seus inimigos, ou cegá-los. Pierce não pode manter-se invisível por muito tempo. E mesmo no seu estado invisível, ela continua visível aos raios ultravioleta da visão Ferina. Lexa é também uma extraordinária lutadora de artes marciais.

## Ações judiciais
Em 2001, a 20th Century Fox processou a Marvel Studios, Tribune Entertainment e Fireworks Entertainment por violação do seu contrato de licenciamento e falsa publicidade. A Fox afirmou que tinha direitos exclusivos da Marvel para desenvolver a propriedade X-Men, e qualquer coisa semelhante foi uma infracção. Fox afirmou que Mutant X era muito semelhante a série de filmes X-Men, e Mutant X estava sendo anunciado como uma "substituição de X-Men."
A Marvel contra-processou a Fox, dizendo que os dois eram diferentes e pediu aos tribunais para permitir a produção de Mutant X para ir para a frente. A produção foi permitida, desde que o material X-Men não fosse utilizado na promoção de Mutant X. Aparentemente, o título de "Mutant X" em si foi considerado muito perto de "X-Men" para a divulgação.
Em março de 2003, a Fox e a Marvel resolveu suas diferenças em um acordo confidencial. Enquanto isso, Fox continuou a perseguir seu caso contra Tribune e Fireworks. Tribune processou a Marvel por fraude e quebra de contrato, alegando Marvel incentivou Tribune a conectar Mutant X com os X-Men, deturpou o que eles estavam recebendo em sua licença, e causou milhões em perdas devido à necessidade de alterar linhas de história e personagens para garantir a distância entre Mutant X e X-Men, bem como a disputa com a Fox. Em novembro de 2005, a disputa foi resolvida em particular.